# Вилхелм Акерман
Вилхелм Фридрих Акерман (Хершајд, 29. март 1896 — Лиденшајд, 24. децембар 1962) је био немачки математичар најпознатији по Акермановој функцији, важном примеру у теорији израчунљивости.
Акерман је докторирао на Универзитету у Гетингену 1925. године са тезом Begründung des "tertium non datur" mittels der Hilbertschen Theorie der Widerspruchsfreiheit, која је била доказ конзистентности аритметике очигледно без потпуне Пеанове индукције (мада је у тези користио нпр. индукцију током својих доказа). Од 1929. до 1948. године, Акерман је предавао у гимназији Арнолдинум у Бургштајнфурту, а онда у Лиденшајду до 1961. године. Такође је био дописни члан Академије наука (Akademie der Wissenschaften) у Гетингену и био је почасни професор на Универзитету у Минстеру (Вестфалија).
Године 1928, Акерман је помогао Давиду Хилберту да претвори своја предавања из периода од 1917. до 1922. године о уводној математичкој логици у текст, Принципи теоретске логике. Овај текст је садржао први приказ логике првог реда, и представио је проблем своје комплетности и одлучности. Акерман је касније саставио доказе конзистентности за теорију скупова (1937), потпуну аритметику (1940), логику слободног типа (1952), и нове аксиоматизације теорије скупова (1956).